# 汽車車架
汽車車架是機動車輛的主要支撑结构，汽車許多零部件都要與汽車車架連接，汽車車架還要支撐這些零部件。汽車車架类似于生物的骨骼系統。车架通常由纵梁和横梁组成。